# Imre Ungár
Imre Ungár (Budapest, 23 janvier 1909 – Budapest, 22 novembre 1972) est un pianiste hongrois.

## Biographie
Imre Ungár est aveugle depuis l'âge de trois ans. Il étudie avec István Thomán à l'Académie de musique Franz Liszt et remporte le Concours de jeunes talents, puis commence une carrière de concertiste à travers la Hongrie. Il prend part au second Concours Frédéric Chopin en 1932, se classant ex-aequo avec Alexandre Uninsky pour le 1er prix. Uninsky remporte le prix à pile ou face. En 1935, il se produit aux États-Unis avec succès.
Après le temps de la Seconde Guerre mondiale passé aux Pays-Bas, Ungár combine sa carrière de concertiste avec l'enseignement à l'Académie Liszt.
Son répertoire était large, allant de Bach à la musique moderne de Bartók et Kodály en passant par le dernier Liszt, Schubert, Schumann, Brahms, Beethoven, Haydn et Chopin. Il a joué les concertos de Chopin, Beethoven, Schumann et Brahms, sous la direction notamment d'Otto Klemperer, Carl Schuricht, Dimitri Mitropoulos, Willem Mengelberg, Jan Krenz et Witold Rowicki.
Parmi ses élèves figure Tadeusz Żmudziński.

## Sources
- (hu) Magyar Életrajzi Lexikon
- (en) Imre Ungár Fryderyk Chopin Information Centre